# Jerzy Krzysztoń (szachista)
Jerzy Krzysztoń (ur. 23 stycznia 1940, zm. 11 listopada 1997) – polski szachista, arcymistrz w grze korespondencyjnej.

## Kariera szachowa
W grze klasycznej posiadał tytuł kandydata na mistrza. Przez wiele lat był czołowym zawodnikiem klubu "Sandecja" Nowy Sącz, wielokrotnie zwyciężając w mistrzostwach województwa i powiatu nowosądeckiego.
W 1960 r. zainteresował się szachami korespondencyjnymi, w niedługim czasie awansując do ścisłej krajowej, a następnie światowej czołówki. Już pierwszy start w finale indywidualnych mistrzostw Polski (rozegrany w latach 1966–1967) przyniósł mu złoty medal. Pomiędzy 1963 a 1973 rokiem wystąpił w 14 meczach międzypaństwowych, zdobywając 17 pkt w 24 partiach. 
W latach 1972–1976 jako pierwszy Polak w historii wystąpił w finale indywidualnych mistrzostw świata, zajmując V miejsce (za wynik ten otrzymał  - również jako pierwszy Polak - tytuł mistrza międzynarodowego w grze korespondencyjnej). Drugi raz w swojej karierze w finałach mistrzostw świata wystąpił w latach 1984–1991. W turnieju tym osiągnął życiowy sukces, zajmując IV miejsce. W 1992 r. otrzymał (jako czwarty Polak w historii) tytuł arcymistrza w szachach korespondencyjnych.
Uważany był za gracza pozycyjnego z szerokim repertuarem debiutowym.